# チップ・ロビンソン

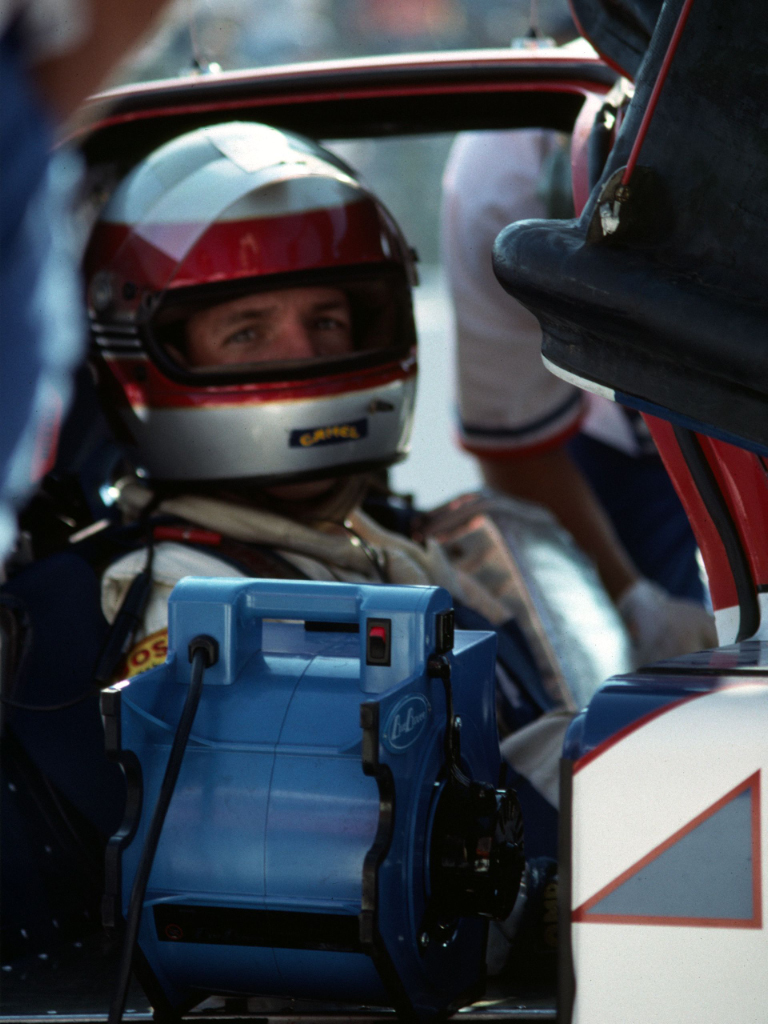
チップ・ロビンソン1990年

チップ・ロビンソン（Chip Robinson、1954年3月29日 - ）は、アメリカのレーシングドライバーである。

## 経歴
ル・マン24時間レースやセブリング12時間レース､デイトナ24時間レースなどの耐久レースにて活躍。ル・マンには、1985年から参戦。この年クラス優勝を達成した。また並行してセブリングにも参戦。1989年には、日産のドライバーとして参戦し、ジェフ・ブラバムとアリー・ルイエンダイクと共に総合優勝を果たしている他、1987年と1990年、1991年は総合2位に入る成績だった。デイトナにおいてもアル・ホルバート､デレック・ベル､アル・アンサーJr.と共に1987年にポルシェ・962をドライブして総合優勝した。

## レース戦績

### ル・マン24時間レース
| 年     | チーム                                 | コ・ドライバー                                      | 使用車両        | クラス | 周回数 | 総合順位 | クラス順位 |
| ------ | -------------------------------------- | --------------------------------------------------- | --------------- | ------ | ------ | -------- | ---------- |
| 1985年 | ジャガー グループ 44                   | ボブ・トゥッリウス クロード・バロット・レナ         | ジャガー・XJR-5 | GTP    | 324    | 13位     | 1位        |
| 1987年 | ヨースト・レーシング                   | サレル・ヴァン・デル・メルヴェ デヴィッド・ホッブス | ポルシェ・962C  | C1     | 4      | DNF      | DNF        |
| 1989年 | ニッサン・モータースポーツ             | ジェフ・ブラバム アリー・ルイエンダイク             | 日産・R89C      | C1     | 250    | DNF      | DNF        |
| 1990年 | ニッサン・パフォーマンス・テクノロジー | ジェフ・ブラバム デレック・デイリー                 | 日産・R90CK     | C1     | 251    | DNF      | DNF        |

### セブリング12時間レース
| 年     | チーム                                 | コ・ドライバー                              | 使用車両        | クラス | 周回数 | 総合順位 | クラス順位 |
| ------ | -------------------------------------- | ------------------------------------------- | --------------- | ------ | ------ | -------- | ---------- |
| 1985年 | グループ 44                            | ボブ・トゥッリウス                          | ジャガー・XJR-5 | GTP    | 259    | 4位      | 4位        |
| 1986年 | グループ 44                            | ボブ・トゥッリウス クロード・バロット・レナ | ジャガー・XJR-7 | GTP    | 106    | DNF      | DNF        |
| 1987年 | ホルバート・レーシング                 | アル・ホルバート                            | ポルシェ・962   | GTP    | 296    | 2位      | 2位        |
| 1988年 | ホルバート・レーシング                 | アル・ホルバート                            | ポルシェ・962   | GTP    | 142    | DNF      | DNF        |
| 1989年 | エレクトラモーティブ エンジニアリング  | ジェフ・ブラバム アリー・ルイエンダイク     | 日産・GTP ZX-T  | GTP    | 330    | 1位      | 1位        |
| 1990年 | ニッサン・パフォーマンス・テクノロジー | ジェフ・ブラバム デレック・デイリー         | 日産・GTP ZX-T  | GTP    | 301    | 2位      | 2位        |
| 1991年 | ニッサン・パフォーマンス・テクノロジー | ボブ・アール ジュリアン・ベイリー           | 日産・NPT-90    | GTP    | 297    | 2位      | 2位        |
| 1992年 | ニッサン・パフォーマンス・テクノロジー | ボブ・アール アリー・ルイエンダイク         | 日産・NPT-91A   | GTP    | 227    | DNF      | DNF        |
| 1993年 | ヨースト・ポルシェ・レーシング         | マヌエル・ロイター ルイス・クラージェス     | ポルシェ・962C  | GTP    | 1      | DNF      | DNF        |